# Diphyus turpiculus
Diphyus turpiculus är en stekelart som först beskrevs av Cameron 1885.  Diphyus turpiculus ingår i släktet Diphyus och familjen brokparasitsteklar. Inga underarter finns listade i Catalogue of Life.